# Trần Thị Mơ
Trần Thị Mơ (sinh ngày 4 tháng 4 năm 1959) là một nghệ sĩ Cello, nghệ sĩ nhân dân người Việt Nam.
Sau khi tốt nghiệp xuất sắc môn cello tại Nhạc viện Hà Nội, (nay là Học viện Âm nhạc quốc gia Việt Nam) bà được cử đi học và tu nghiệp tại Nhạc viện Tchaikovsky (Nga) và nhiều năm gắn bó với Dàn nhạc Giao hưởng Việt Nam ở vị trí bè trưởng cello.
Bà tham gia buổi solo lớn cuối cùng của mình trong buổi hoà nhạc Toyota 2014 diễn ra tại Tây Nguyên. Tuy nhiên bà cho biết vẫn sẽ chơi và cống hiến.
Trần Thị Mơ được nhà nước trao tặng danh hiệu Nghệ sĩ nhân dân năm 2015 và huy chương Vì sự nghiệp Âm nhạc Việt Nam.
Hiện nay, bà công tác tại Học viện âm nhạc Quốc gia Việt Nam.